# 澳門巴士17S路線
澳門巴士17S路線是由新福利經營，往返新口岸／科英布拉街和關閘的巴士路線。

## 簡介及歷史
- 2020年11月30日起，本線開設，往返新口岸／科英布拉街至關閘，於星期一至六尖峰時段服務，星期日及公眾假期停駛。[1]

- 2020年12月底至至2021年4月3日，受慕拉士大馬路下水道工程影響，暫不停靠「水塘北角／勞工事務局」、「東北大馬路／南澳」站，臨時停靠「黑沙環新街／南華」站。

- 2021年8月14日起，延長服務時間為06:45-09:30、15:30-19:30（往新口岸方向）及20:00（往關閘方向）。同時，靠近關閘東側旅遊巴上落客區的“關閘廣場”站更名為“關閘東側上落客區”。[2]

- 2021年11月27日起，為配合站點分流，改停靠位於近於近東南亞商業中心增設的「宋玉生廣場／東南亞」站。[3]

- 2022年6月24日01:00起，因應翡翠廣場實施封控措施，「中心街」站暫停使用，臨時停靠“祐漢街市”站。

- 2022年7月11日至17日，因實施「全澳相對靜止管理」措施，本線暫停營運。[4]

- 2022年7月18日至22日，因宣佈延長“相對靜止管理”措施，本線維持上述措施。[5]

- 2022年7月23日至8月1日，為配合「防控鞏固期」，本線維持上述措施。[6][7]

- 2022年8月2日，「防控鞏固期」結束，本線恢復營運。[8][9][10][11]

- 2022年12月3日起，受外港新填海區25地段公共辦公大樓建造工程開展影響，取消停靠“澳門文化中心”站。[12][13][14]

## 使用車輛
開線初期：
- 蘇州金龍KLQ6108GQE5

2022年3月29日前：
- 蘇州金龍KLQ6108GQ28E4

2022年3月29日起：
- 蘇州金龍KLQ6108GQ28E4
- 蘇州金龍KLQ6108GQ30

2022年4月6日起：
- 蘇州金龍KLQ6108GQ28E4

2022年8月15日起：
- 蘇州金龍KLQ6108GQ28E4
- 蘇州金龍KLQ6108GQE5

2022年8月27日起：
- 蘇州金龍KLQ6108GQ28E4

2023年1月3日起：
- 蘇州金龍KLQ6116GHEV1

2023年1月17日起：
- 蘇州金龍KLQ6106GHEV

2023年1月30日起：
- 蘇州金龍KLQ6116GHEV1

2023年2月2日起：
- 蘇州金龍KLQ6106GHEV

2023年6月14日起：
- 蘇州金龍KLQ6106GHEV
- 蘇州金龍KLQ6115GQ

2024年6月起：
- 蘇州金龍KLQ6106GHEV
- 蘇州金龍KLQ6106GHEV1
- 蘇州金龍KLQ6106GHEV2

## 電牌
| 往新口岸方向 | 往新口岸方向       | 往新口岸方向 |
| 日期         | 頭牌               | 圖例         |
| ------------ | ------------------ | ------------ |
| 開線至今     | 新口岸／科英布拉街 |              |
| 往關閘方向   |                    |              |
| 日期         | 頭牌               | 圖例         |
| 開線至今     | 關閘               |              |

## 路線資料

### 收費
| 收費類別     | 收費類別                      | 收費類別             | 費用 |
| ------------ | ----------------------------- | -------------------- | ---- |
| 現金         | 現金                          | 現金                 | $6.0 |
| 境外支付工具 | 支付寶（內地及香港）          | 支付寶（內地及香港） | $6.0 |
| 境外支付工具 | 雲閃付 非綁定澳門銀聯卡       |                      | $6.0 |
| 境外支付工具 | 微信支付（內地及香港）        |                      | $6.0 |
| 境外支付工具 | 交通聯合 非澳門發行的全國通卡 |                      | $6.0 |
| 境內支付工具 | 澳門通                        | 全民卡               | $3.0 |
| 境內支付工具 | 澳門通                        | 學生卡               | $1.5 |
| 境內支付工具 | 澳門通                        | 長者卡               | 免費 |
| 境內支付工具 | 澳門通                        | 殘疾卡               | 免費 |
| 境內支付工具 | 聚易用＋                      | 聚易用＋             | $3.0 |

### 服務時間及班距
| 服務時間                     | 星期一至六              | 星期日 （含公眾假期） |
| ---------------------------- | ----------------------- | --------------------- |
| 新口岸／科英布拉街           | 06:45-09:30 15:30-20:00 | 停駛                  |
| 關閘東側上客區               | 06:45-09:30 15:30-19:30 | 停駛                  |
| 班距                         | 10-15分鐘               | 停駛                  |
| 懸掛8號風球後1小時開出尾班車 |                         |                       |

### 路線停站
| 17S  | 新口岸／科英布拉街 ↔ 關閘 | 新口岸／科英布拉街 ↔ 關閘  | 新口岸／科英布拉街 ↔ 關閘 | 新口岸／科英布拉街 ↔ 關閘 | 新口岸／科英布拉街 ↔ 關閘 | 新口岸／科英布拉街 ↔ 關閘 |
| 序號 | 往程                      | 往程                       | 往程                      | 返程                      | 返程                      | 返程                      |
| 序號 | 站號                      | 站名                       | 出入境口岸                | 站號                      | 站名                      | 出入境口岸                |
| 1    | M252                      | 新口岸／科英布拉街         |                           | M248                      | 關閘東側上落客區          | 關閘邊檢大樓              |
| 2    | M258                      | 宋玉生廣場／東南亞         |                           | M222/1                    | 看台街                    |                           |
| 3    | M259                      | 孫逸仙大馬路／金沙         |                           | M244                      | 中心街                    |                           |
| 4    | M242                      | 友誼馬路／海港街           |                           | M219/2                    | 勞動節大馬路              |                           |
| 5    | M53                       | 水塘北角／勞工事務局       |                           | M50                       | 勞動節大馬路／廣華        |                           |
| 6    | M55                       | 東北大馬路／南澳           |                           | M239/1                    | 外港碼頭                  | 外港客運碼頭              |
| 7    | M206/2                    | 黑沙環新街／建華           |                           | M265                      | 漁人碼頭會展中心          |                           |
| 8    | M236                      | 黑沙環中街／黑沙環衛生中心 |                           | M264                      | 勵庭海景酒店              |                           |
| 9    | M248                      | 關閘東側上落客區           | 關閘邊檢大樓              | M266/1                    | 澳門科學館                |                           |
| 10   |                           |                            |                           | M257                      | 新口岸／文化中心          |                           |
| 11   |                           |                            |                           | M250                      | 新口岸／柏嘉街            |                           |
| 12   |                           |                            |                           | M252                      | 新口岸／科英布拉街        |                           |

### 賽車期間路線停站
| 17S  | 新口岸／科英布拉街 ↔ 關閘 | 新口岸／科英布拉街 ↔ 關閘  | 新口岸／科英布拉街 ↔ 關閘 | 新口岸／科英布拉街 ↔ 關閘 |
| 序號 | 往程                      | 往程                       | 返程                      | 返程                      |
| 序號 | 站號                      | 站名                       | 站號                      | 站名                      |
| 1    | M252                      | 新口岸／科英布拉街         | M248                      | 關閘東側上落客區          |
| 2    | M258                      | 宋玉生廣場／東南亞         | M222                      | 看台街                    |
| 3    | M259                      | 孫逸仙大馬路／金沙         | M244                      | 中心街                    |
| 4    | M256                      | 馬六甲街                   | M219                      | 勞動節大馬路              |
| 5    | M55                       | 東北大馬路／南澳           | M51                       | 東北大馬路／廣華          |
| 6    | M206                      | 黑沙環新街／建華           |                           | 綜藝館臨時站              |
| 7    | M236                      | 黑沙環中街／黑沙環衛生中心 | M264                      | 勵庭海景酒店              |
| 8    | M248                      | 關閘東側上落客區           | M266                      | 澳門科學館                |
| 9    |                           |                            | M257                      | 新口岸／文化中心          |
| 10   |                           |                            | M250                      | 新口岸／柏嘉街            |
| 11   |                           |                            | M252                      | 新口岸／科英布拉街        |

- 粗體字為大賽車期間臨時停靠站點

## 圖片集

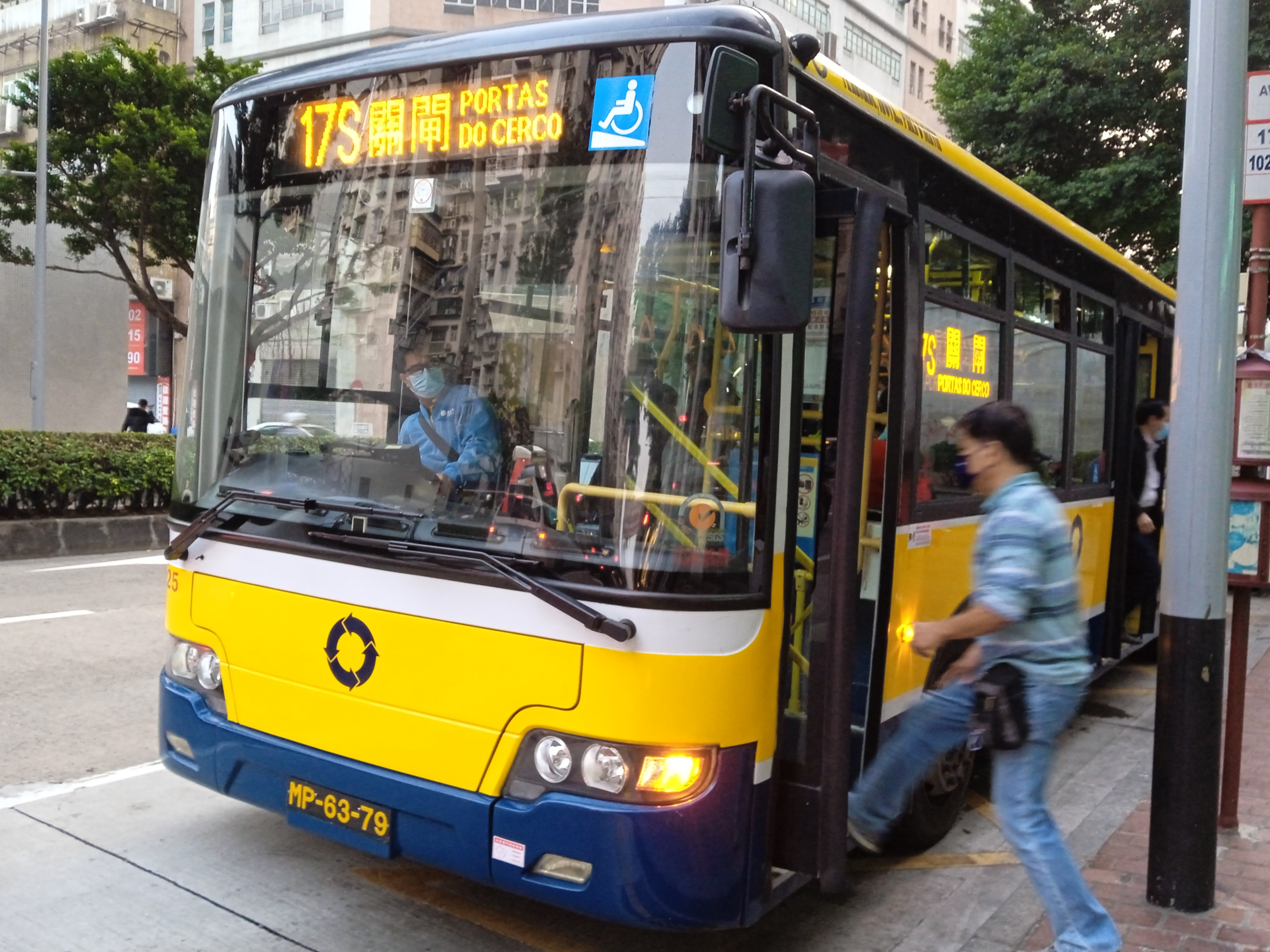
蘇州金龍KLQ6108GQ28
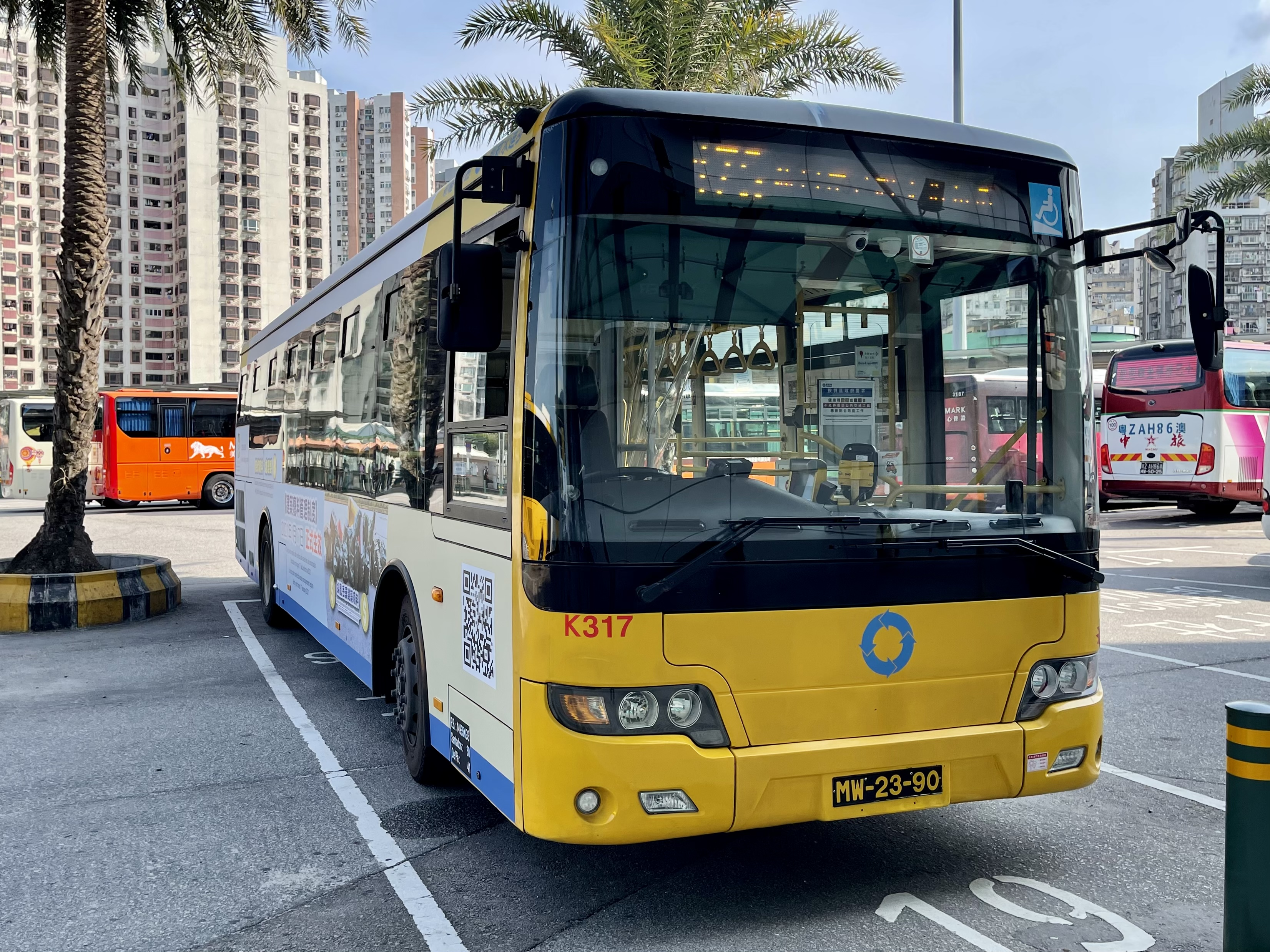
蘇州金龍KLQ6108GQ28E4
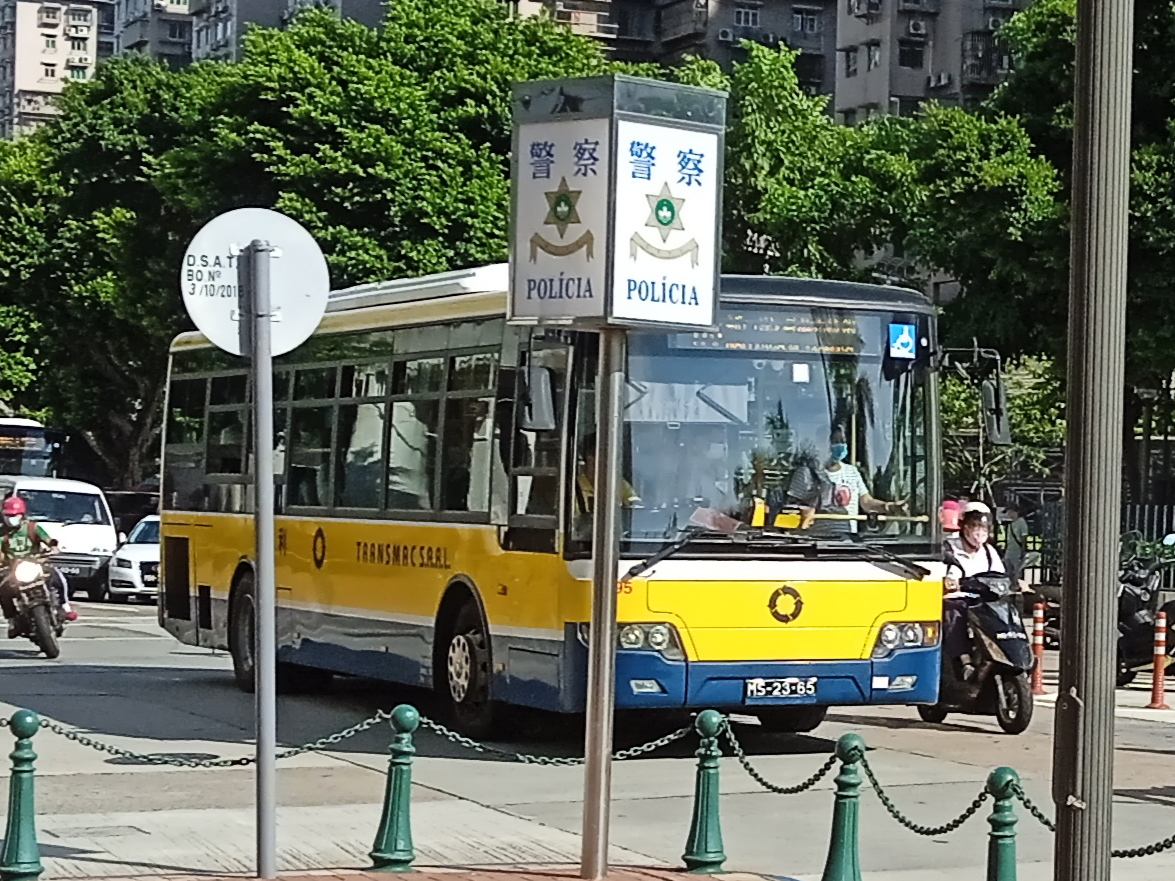
蘇州金龍KLQ6108GQ28E4
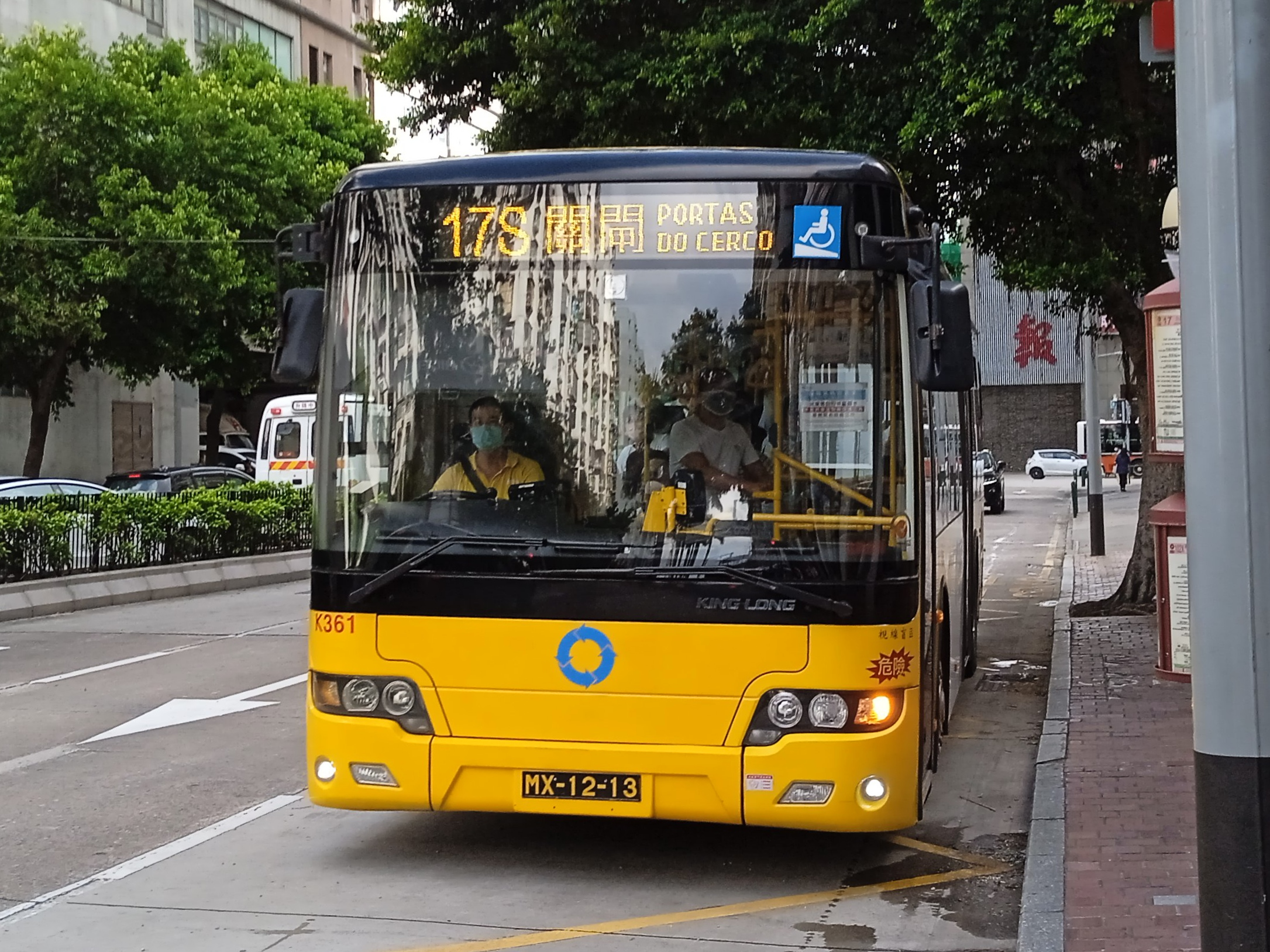
蘇州金龍KLQ6108GQE5
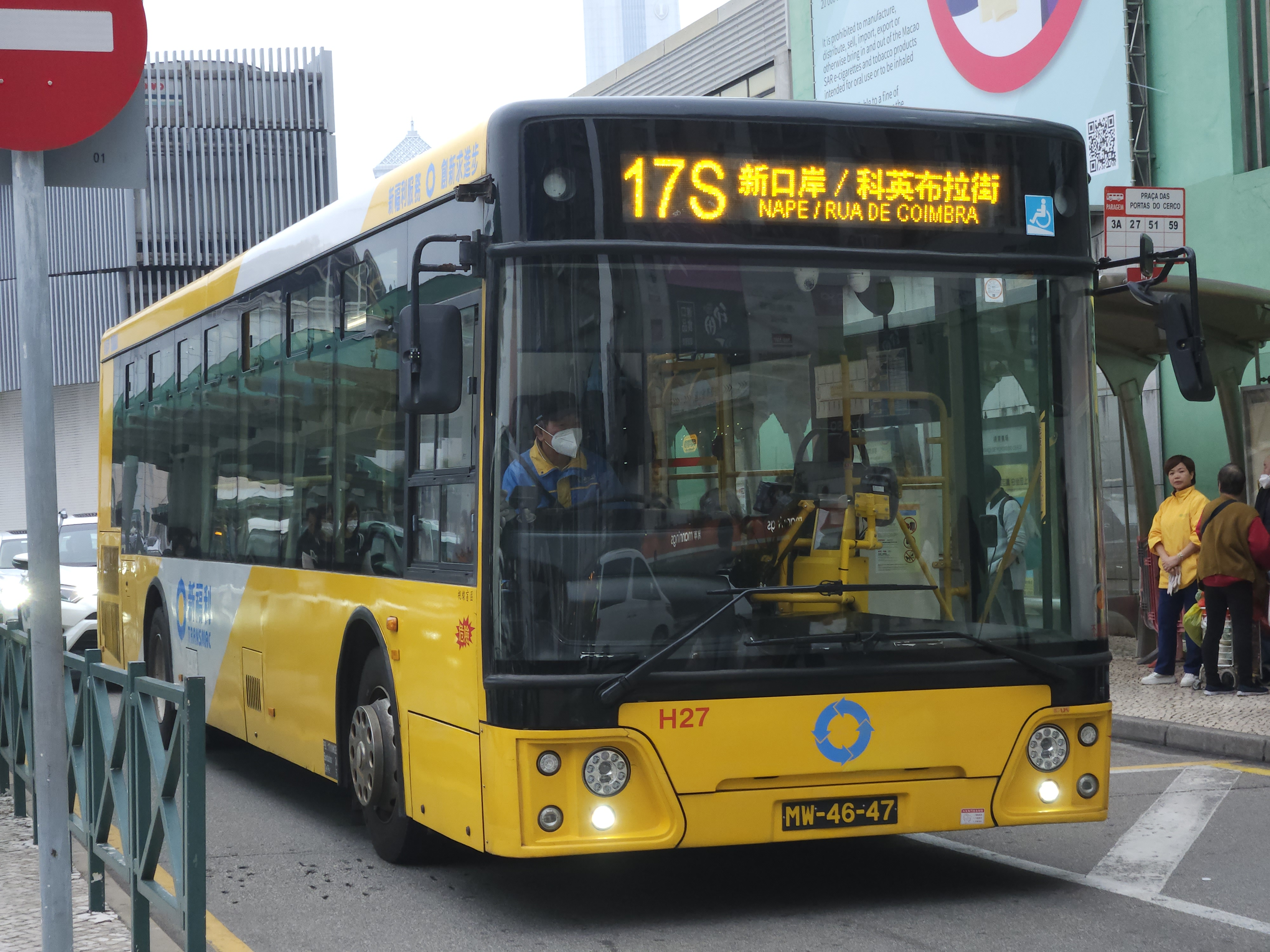
蘇州金龍KLQ6115GQ
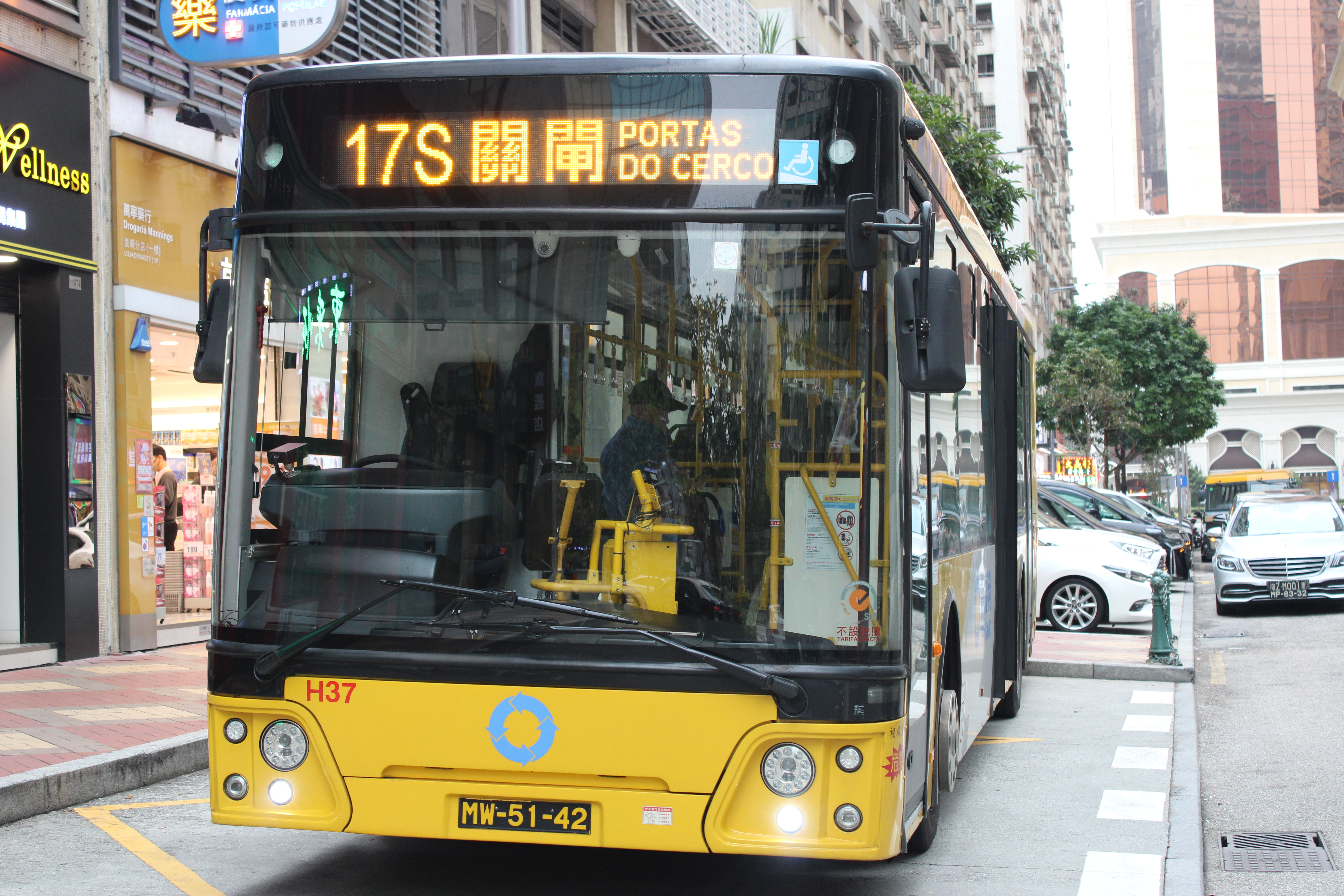
蘇州金龍KLQ6115GQ
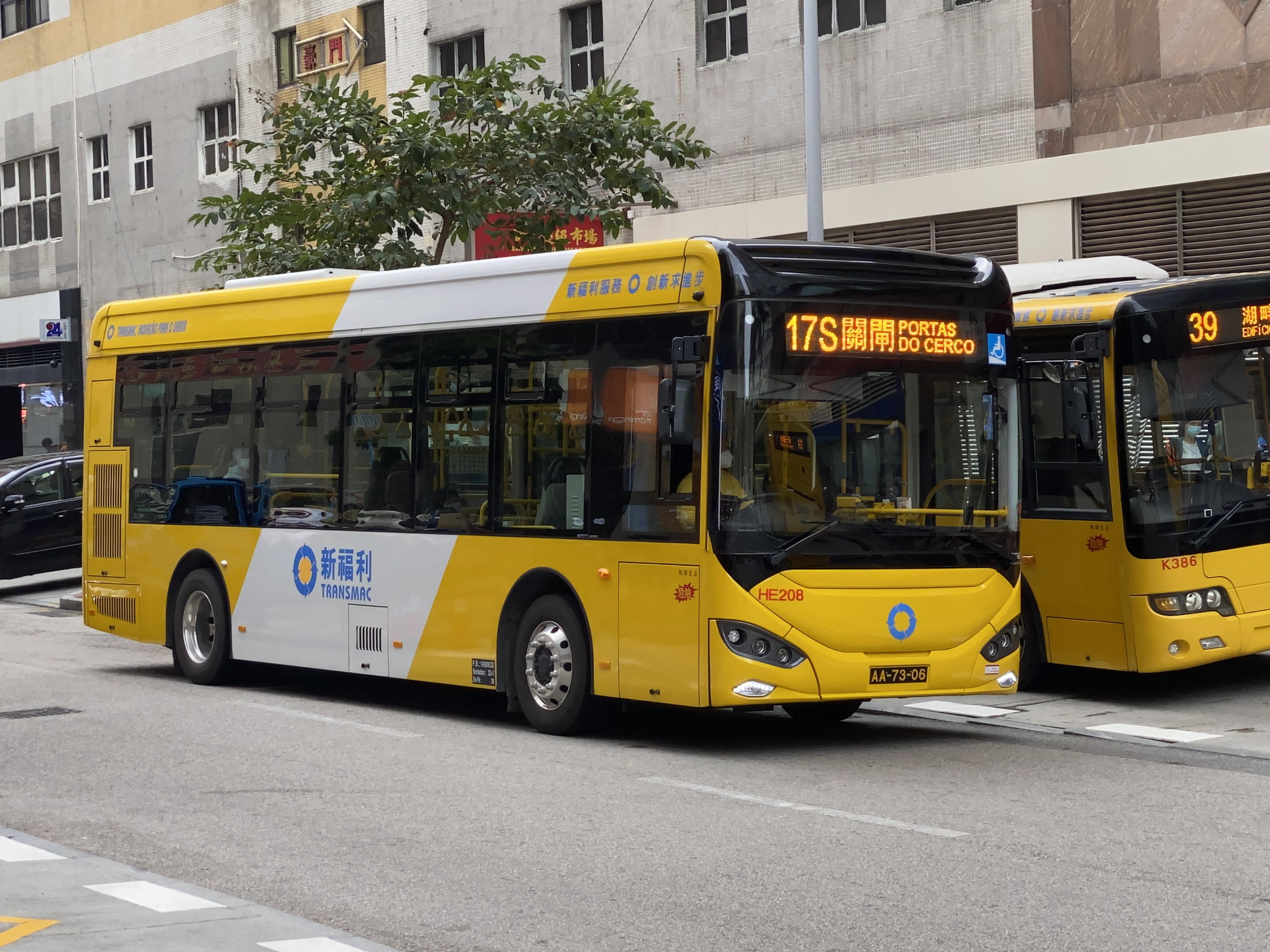
蘇州金龍KLQ6106GHEV
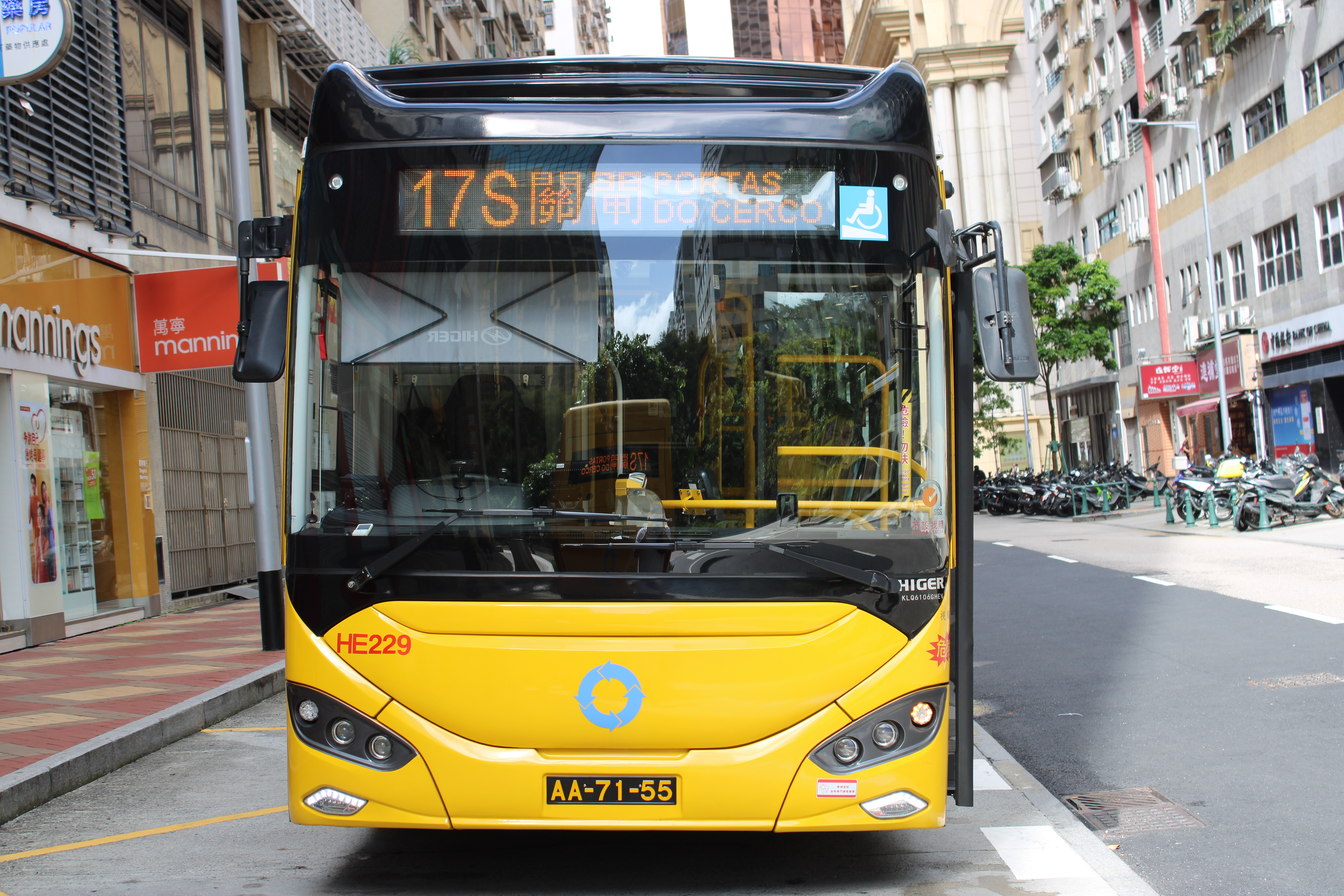
蘇州金龍KLQ6106GHEV
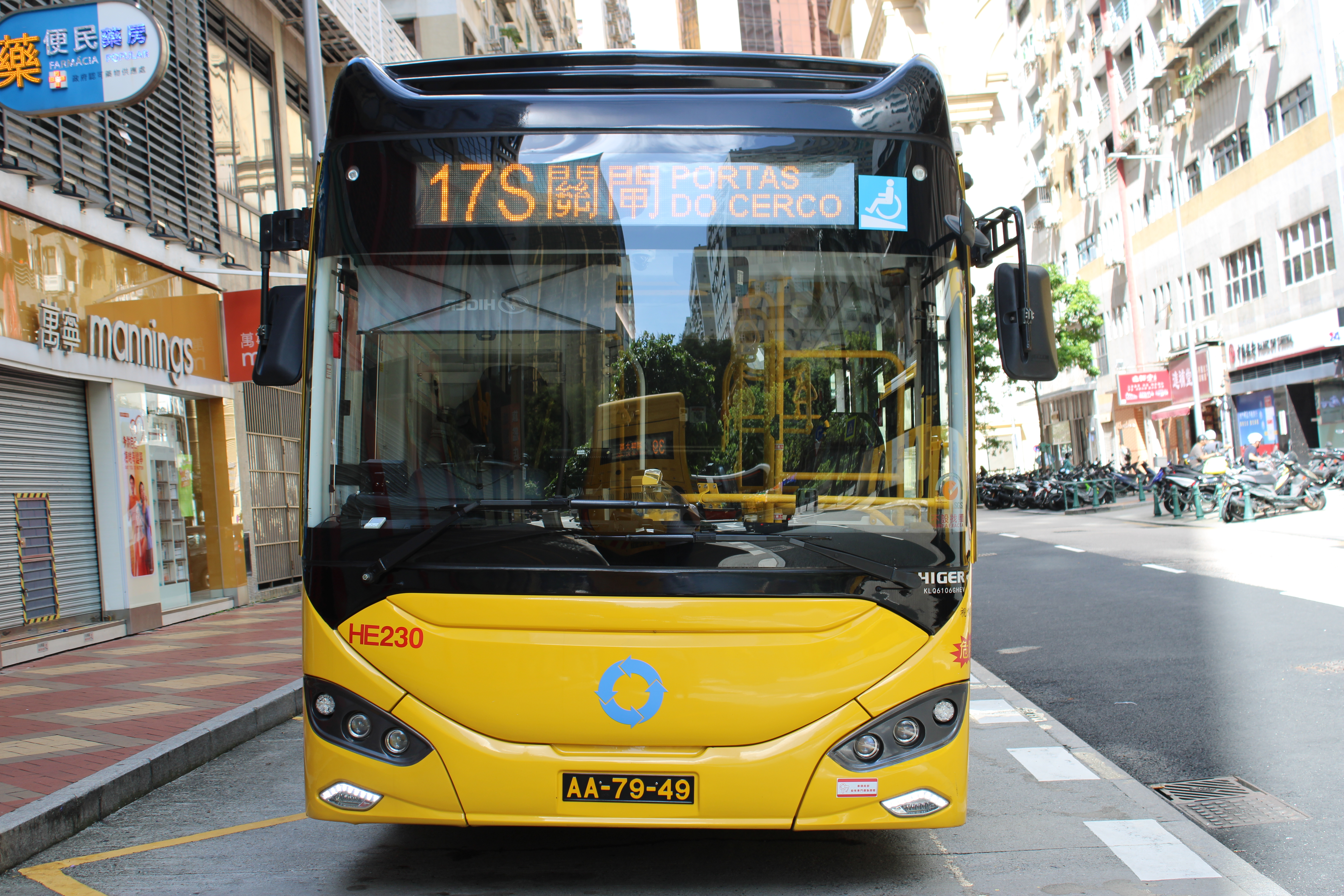
蘇州金龍KLQ6106GHEV
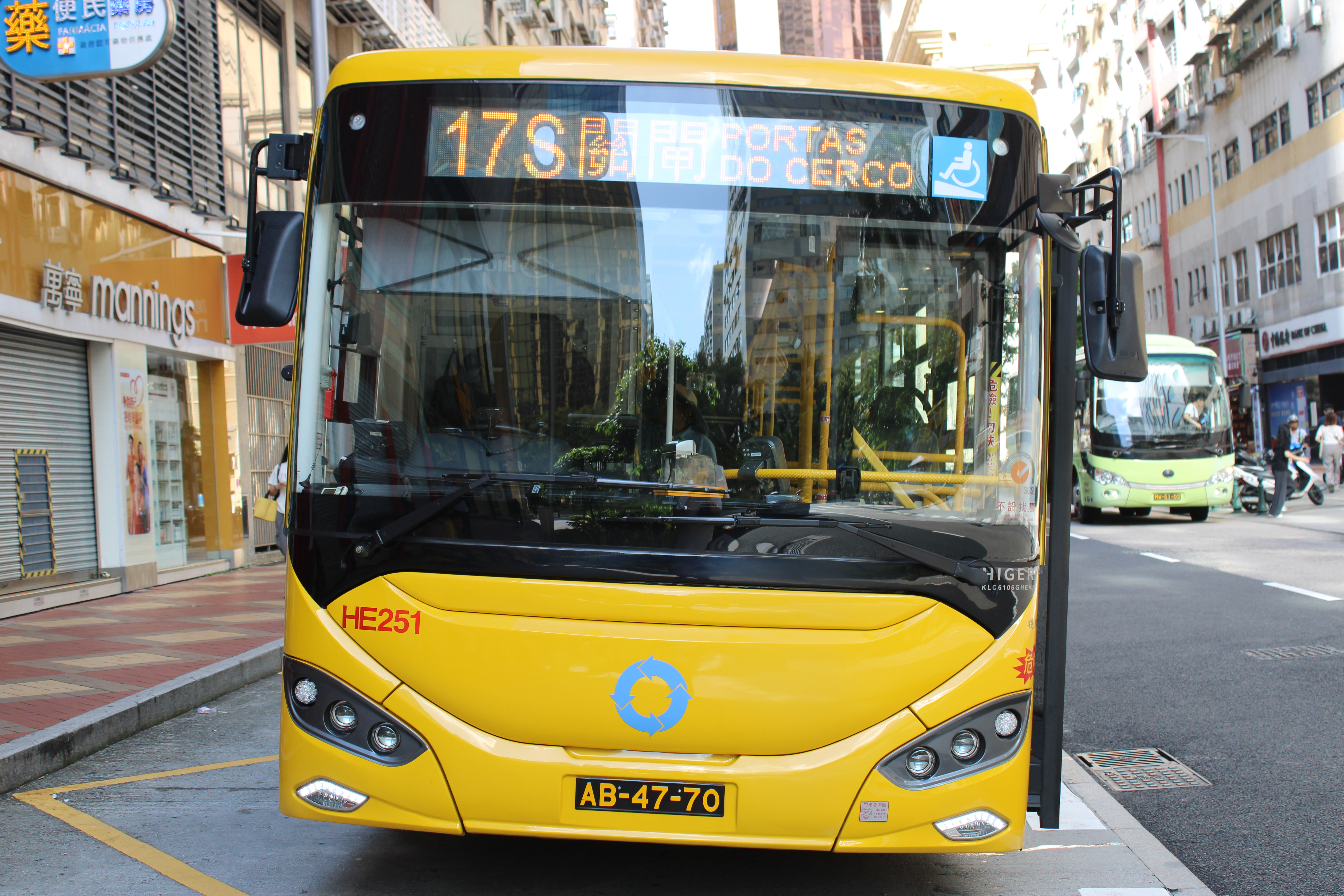
蘇州金龍KLQ6106GHEV1
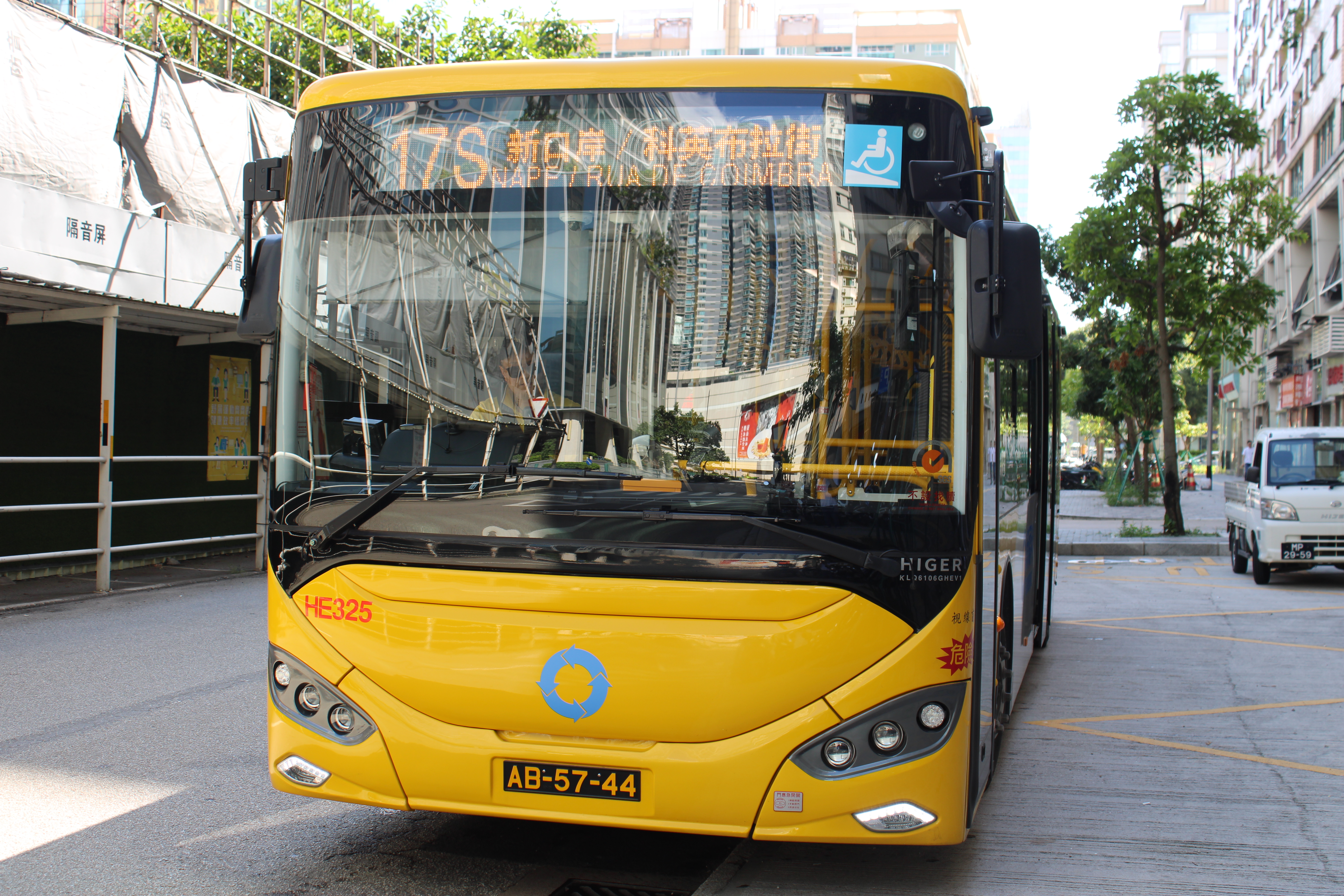
蘇州金龍KLQ6106GHEV1

## 外部連結
- （繁體中文）澳門新福利公共汽車有限公司官方網頁 （页面存档备份，存于）